# Conrad von Studt
Heinrich Conrad von Studt (né le 5 octobre 1838 à Schweidnitz, et mort le 29 octobre 1921 à Berlin) est un avocat administratif et fonctionnaire ministériel dans le royaume de Prusse et ministre de l'Éducation de Prusse.

## Biographie

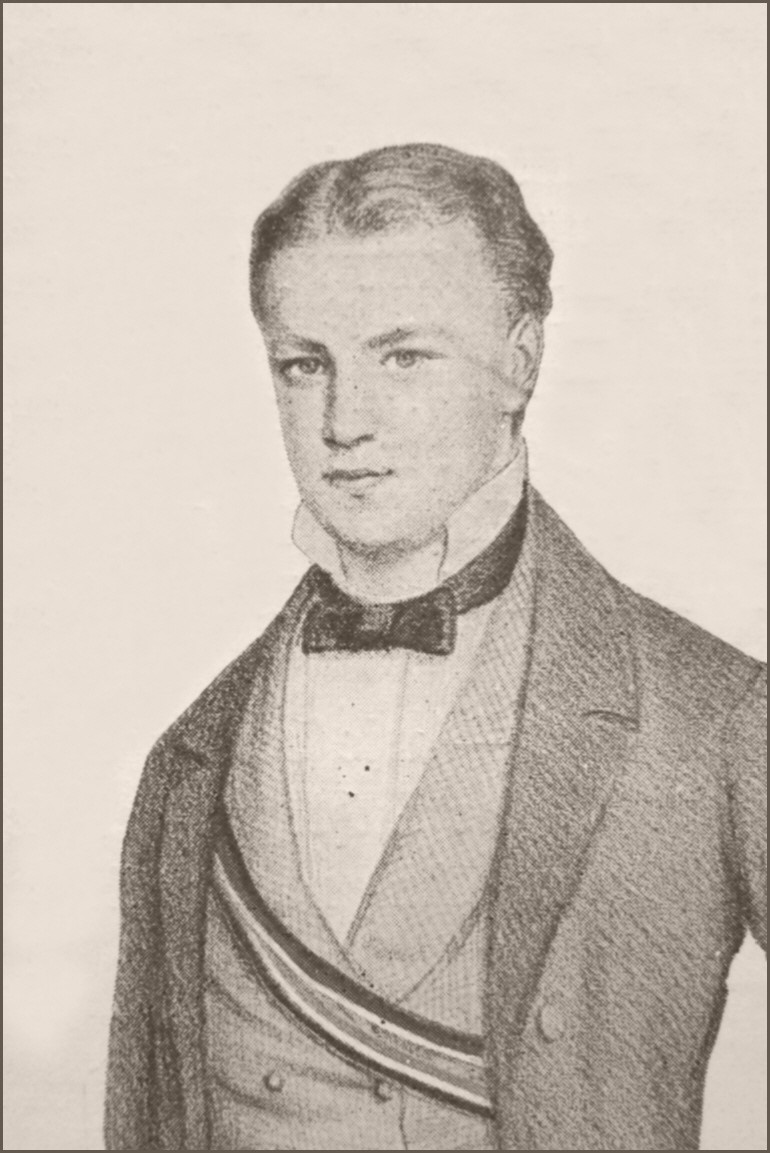
Conrad Studt en tant qu'étudiant du corps

En tant que fils d'avocat, Studt étudie le droit et les sciences politiques pendant six semestres à l'Université rhénane Frédéric-Guillaume de Bonn et à l'Université de Breslau. Il est membre du Corps Borussia Breslau (de) (1856) et du Corps Saxonia Bonn (1857). En tant qu'officier de réserve dans le 50e régiment d'infanterie, il combat dans les guerres de 1864, 1866 et 1870. En tant que sous-lieutenant dans la guerre austro-prussienne, il reçoit l'ordre de l'Aigle rouge de 4e classe avec épées pour sa bravoure en Bohême.
Après des études au tribunal d'arrondissement de sa ville natale de Schweidnitz, Studt entre dans le service judiciaire prussien. En mai 1867, il passe à l'administration interne en tant qu'administrateur de l'arrondissement d'Obornik (de) (province de Posnanie). Il y épouse la fille du propriétaire du manoir d'Obornik, Witte. Lorsqu'il est parti en 1876 après neuf ans, les habitants germano-polonais reconnaissants de son arrondissement lui ont offert un centre de table en argent. Puis au ministère prussien de l'Intérieur, il travaille comme assistant et chef de service sur de nombreux projets de loi. En 1882, il retourne au service administratif pratique en tant que président du district de Königsberg. De 1887 à 1889, il est sous-secrétaire d'État au ministère de l'Alsace-Lorraine sous le gouverneur prince Clovis de Hohenlohe-Schillingsfürst.
Après avoir été haut président de la province de Westphalie pendant dix ans à partir de 1889, l'empereur Guillaume II le nomme ministre du ministère prussien des Affaires spirituelles, éducatives et médicales en 1899. Studt s'occupe particulièrement des écoles paroissiales et encourage la création de collèges techniques dans les provinces orientales prussiennes. En 1907, il quitte le ministère et est nommé à la Chambre des seigneurs de Prusse. Il est enterré dans le cimetière Louise III

## Appréciation
Carl Fürstenberg affirme dans ses mémoires que Studt est le portrait craché de l'empereur Guillaume Ier. Cette remarque, qui n'est peut-être pas dénuée de fondement, sur une ascendance illégitime des Hohenzollern repose peut-être sur des ragots et des rumeurs, car les dossiers personnels qui nous sont parvenus ne révèlent rien de tel. Studt n'est en aucun cas protégé par le roi Guillaume Ier, mais s'est hissé, en tant que bourgeois, par ses propres efforts à des postes élevés dans l'appareil d'État prussien.
Le prince de Hohenlohe-Schillingsfürst caractérise Studt comme suit dans une lettre adressée au prince Philipp zu Eulenburg datée du 2 décembre 1895 comme suit : "Un excellent fonctionnaire, mais pas un homme d'État et (un) orateur modéré". La fille unique de Konrad Studt, née vers 1870, épousel'officier prussien et plus tard Generalleutnant Paul von Drabich-Wächter .

## Honneurs
- Ordre de l'Aigle rouge de 4e classe avec épées (1866)
- Ordre de la Couronne de 1re classe avec diamants (1898)
- Membre honoraire de l'Académie des sciences de Göttingen (1901)[3]
- Membre honoraire de la Maison Beethoven à Bonn (1904)
- Citoyenneté d'honneur de la ville de Münster (1906)
- Ordre de l'Aigle noir (8 juillet 1906)[4]
- Collier de l'ordre de l'Aigle noir (1907)
- Membre honoraire du corps Saxonia Bonn
- Garçon de corps honoraire du corps Borussia Breslau
- Noms de rue à Dortmund et Munster